# Conacul lui Vasile Stroiescu
Conacul cu parc al lui Vasile Stroiescu este un monument de arhitectură de importanță națională din satul Brînzeni, raionul Edineț (Republica Moldova), construit în a doua jumătate a secolului al XIX-lea. Este realizat în stilul clasicist rusesc.
În anii 1870-1880, această entitate economică era un exemplu bine cunoscut în Basarabia datorită gradului mare de rentabilitate. Complexul includea mai multe anexe: căsoaie, hambar, oloiniță, grajduri pentru cai, fierărie. Conacul era unul tipic pentru boierii basarabeni din perioada respectivă. Spre sfârșitul secolului, în fața lui a fost sădit și un parc, cunoscut acum ca parcul din satul Brînzeni.
A fost o proprietate a cărturarului, susținătorului învățământului școlar și omului politic basarabean, Vasile Stroiescu; cu puțin timp înaintea morții sale acesta a donat înteaga sa proprietate pentru o școala agricolă și alte două școli-accesorii, de lemnărie și fierărie, plus o fermă pentru învățământul fiilor de țărani din zonă.
În prezent, în conac funcționează un Spital de psihiatrie și boli mintale. S-au păstrat scările de lemn cu balustrade din fier forjat, sobele de teracotă decorativă și căminul din marmură, cu un blazon cu doi lei. Pe unul dintre pereți este atârnat portretul lui Vasile Stroescu.

## Galerie de imagini

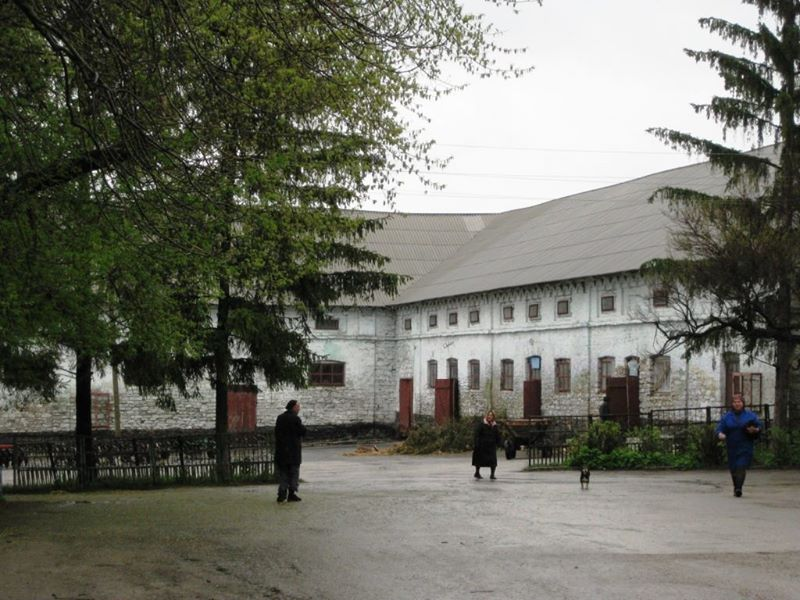
Anexa conacului lui Vasile Stroiescu
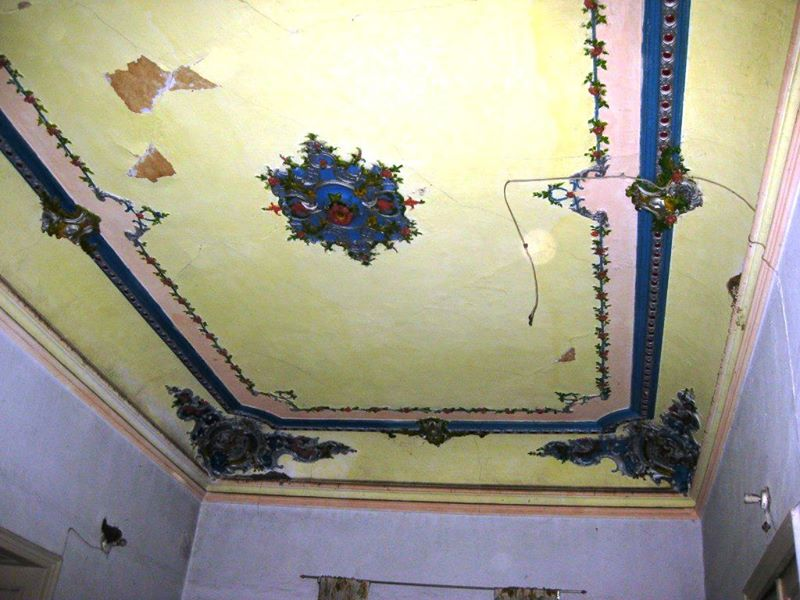
Detaliu din Interior

## Vezi și
- Lista conacelor din Republica Moldova